# Asebe Teferi
Asebe Teferi – miasto w Etiopii, w regionie Oromia. Według danych szacunkowych na rok 2015 liczy 49 500 mieszkańców.